# 1228
1228 (MCCXXVIII) var ett skottår som började en lördag i den julianska kalendern.

## Händelser

### Augusti
- Augusti – Tavasterna utkämpar ett oavgjort slag mot novgorodernas allierade karelerna vid Ladoga varmed krigståget är över.

### September
- 7 september – Tysk-romerske kejsaren Fredrik II landstiger vid Akkon i Palestina. Detta inleder det sjätte korståget.

### Okänt datum
- Tavasterna hämnas furst Jaroslavs härjningar året innan genom ett krigståg till Karelen.
- Franciskus av Assisi kanoniseras redan två år efter sin död.
- Under det femte korståget blir kejsar Fredrik II krönt till konung i Jerusalem.
- Salebyklockan gjuts

## Födda
- 25 april – Konrad IV, kung av Tyskland 1237-54.

## Avlidna
- 22 april – Isabella II av Jerusalem, regerande drottning av Jerusalem.
- 24 juni – Anders Sunesen, dansk ärkebiskop 1201–1222.
- 10 juli – Peder Saxesen, dansk ärkebiskop sedan 1222.
- 16 december – Béatrice d'Albon, regerande grevinna av Albon och Dauphine av Viennois.
- Walther von der Vogelweide, diktare, minnesångare (död tidigast detta år, inte mycket senare).